# 404 v.Chr.
Het jaar 404 v.Chr. is een jaartal volgens de christelijke jaartelling. 

## Gebeurtenissen

### Griekenland
- De Peloponnesische Oorlog wordt beëindigd en de Delisch-Attische Zeebond wordt ontbonden.
- Athene capituleert, de Lange Muren worden afgebroken en een groep van Dertig Tirannen komt aan de macht.
- Critias leidt het oligarchisch stelsel en voert in Athene een terreurbewind vergelijkbaar met de Pisistratiden.
- Theramenes wordt beschuldigd van landverraad en gedwongen vergif te drinken.
- Thrasybulus wordt verbannen en vlucht naar Thebe.
- De Griekse steden in Ionië worden opnieuw bij het Perzische Rijk ingelijfd.
- Lysander verovert met de Spartaanse vloot Samos.

### Perzië
- Alcibiades wordt in opdracht van de Perzische satraap Pharnabazus vermoord in Phrygia.
- Artaxerxes II (404-358 v.Chr.) volgt zijn vader op en wordt koning van het Perzische Rijk.
- Cyrus de Jongere een zoon van Darius II, wordt verdacht van een moordcomplot tegen zijn vader en gearresteerd.
- Koningin Parysatis krijgt Cyrus vrij en laat hem terugkeren naar zijn satrapie in Carië.

### Egypte
- Farao Amyrtaios (404-399 v.Chr.) sticht de 28e dynastie van Egypte en organiseert het verzet tegen de terugkomst van de Perzen.

## Geboren
- Diogenes van Sinope (~404 v.Chr. - ~323 v.Chr.), Grieks filosoof

## Overleden
- Alcibiades (~450 v.Chr. - ~404 v.Chr.), Atheens staatsman en veldheer (46)
- Darius II, koning van Perzië
- Theramenes (~455 v.Chr. - ~404 v.Chr.), Atheens politicus (51)